# 中煤能源
中國中煤能源股份有限公司（港交所：1898）,(上交所：601898)，簡稱中煤能源或中煤，是中國大陸第二大煤炭國家企業，僅次於中國神華能源，世界第三大煤炭企業。公司主要從事煤炭開採及洗選、煤炭及焦炭產品的銷售，以及煤礦機械裝備的製造及銷售。公司董事長為王安先生。其母公司是中國中煤能源集團公司。
2006年12月16日，中煤能源在香港聯合交易所以H股上市。
2007年3月12日，中煤能源加入恆生指數國企成份股。
2008年1月21日，中煤能源宣佈以每股$16.83人民幣發行A股，對應的往績市盈率區間為43.71倍，並在2月1日掛牌。首個交易日股價升至22.2人民幣，較招股價升32%。
2010年9月6日，中煤能源加入恆生指數成份股(藍籌股)。

## 連結
- 中國中煤能源股份有限公司